# 翁照垣
翁 照垣（おう しょうえん）は、中華民国の軍人。第一次上海事変・日中戦争などで日本軍と何度も戦闘を交えた軍人である。また、福建事変や両広事変にも加担するなど、反蔣介石の傾向も強い人物であった。名は騰輝だが、字の照垣で知られる。

## 事績

### 第一次上海事変での活躍
16歳のときから軍に入隊している。1917年（民国6年）の護法運動においては、陳炯明率いる粤軍（広東軍）に加入した。その後も順調に昇進を重ね、1923年（民国12年）、粤軍第1支隊司令に任ぜられている。1925年（民国14年）、一時辞職し、香港で中国青年党に加入した。
1926年（民国15年）秋、日本に留学して陸軍士官学校中国学生隊第20期で学ぶ。1929年（民国18年）秋、卒業してフランスに渡り、ヴィラクブレーのモラーヌ・ソルニエ飛行学校に入学した。1931年（民国20年）春、同校を卒業、帰国している。広東保安第4団団長に任ぜられ、6月、警衛軍第88旅旅長に昇進して、杭州に駐屯した。翌月、蔣光鼐・蔡廷鍇らが率いる国民革命軍第19路軍で第78師第156旅旅長に任ぜられる。11月、上海市閘北に駐屯し、上海各大学生軍訓副主任も兼ねた。
1932年（民国21年）1月、第1次上海事変（「一・二八淞滬抗戦」）が勃発すると、翁照垣は自らの部隊を率いて日本軍を相手に戦う。翁は真っ先に日本軍に対して火蓋を切り最も頑強に抵抗を試みたとされる。事変後、呉浙に移駐し、この戦線でも善戦して「呉浙保衛の英雄」と謳われたという。9月に翁は辞職し、南洋で中国航空協会を結成しようとしたが、果たせなかった。1933年（民国22年）1月、青天白日勲章を獲得している。同年には、東北軍第117師師長、華僑救国軍総指揮、全国航空建設委員会委員、第67軍副軍長等の職を歴任した。

### 反蔣介石運動と日中戦争
11月、蔣光鼐・蔡廷鍇らが福建事変を起こすと、翁照垣もこれに参加し、第19路軍第6軍長兼閩南民軍司令に任ぜられる。しかしまもなく、中華共和国は蔣介石側の討伐に崩壊してしまった。1936年（民国25年）5月、陳済棠らが両広事変を起こすと、翁はこれにも参加し、抗日救国軍新編第1師師長に任ぜられ、欽州・廉州一帯を守備した。7月には陳が敗北して下野、さらに9月、翁の部隊は北海事件を起こし、まもなく翁も下野を余儀なくされた。
しかし1937年（民国26年）に日中戦争（抗日戦争）が勃発すると、翁照垣は早くも前線指揮官として返り咲き、第1戦区前敵総指揮に任ぜられた。翌年夏、第7戦区東江遊撃総司令をつとめた。1940年（民国29年）、両陽守備司令に転じる。1945年（民国34年）8月の中国軍勝利とともに、軍人を引退した。
1946年（民国35年）5月、蔡廷鍇らが広州で組織した中国国民党民主促進会に翁照垣も加入する。1949年（民国38年）8月、いったんは桂粤辺区総司令に任ぜられたが、まもなく香港に去った。香港では目立った活動を行っていないが、1965年の孫文（孫中山）誕生百年記念式典では準備委員会の常務委員をつとめている。1972年10月8日、香港にて死去。享年81（満79歳）。

## 注
1. 1 2 3 4 5 6  徐主編（2007）、1253頁。
2. 1 2 3 4 5 6  劉主編（2005）、1938頁。
3. 1 2  東亜問題調査会編（1941）、24頁。
4. ↑  東亜問題調査会編（1941）、24-25頁。
5. 1 2  東亜問題調査会編（1941）、25頁。